# Nyssodrysternum schmithi
Nyssodrysternum schmithi är en skalbaggsart som först beskrevs av Julius Melzer 1931.  Nyssodrysternum schmithi ingår i släktet Nyssodrysternum och familjen långhorningar. Inga underarter finns listade i Catalogue of Life.